# Богомазов, Евгений Артёмович
Евгений Артёмович Богомазов (род. 17 апреля 1970, Чагода, Вологодская область) — российский государственный деятель, сенатор Российской Федерации, член Комитета Совета Федерации по науке, образованию и культуре.

## Биография
Родился 17 апреля 1970 года в посёлке Чагода Вологодской области. В 1994 году окончил Вологодский государственный педагогический институт. Специальность «История».
В 2009 году окончил Академию управления МВД России по специальности «Юриспруденция». С 1992 по 1993 гг. — учитель истории, заместитель директора по учебно-воспитательной работе Дедовопольской неполной средней школы в п. Борисово Чагодощенского района Вологодской области.
С 1993 по 2014 гг. проходил службу в органах внутренних дел Вологодской области. Занимал должности начальника ОВД Сямженского района, начальника ОВД по Шекснинскому району. В отставку по выслуге лет вышел в апреле 2014 года с должности начальника управления МВД по городу Вологде в звании полковника полиции.
29 июня 2014 года избран Главой Шекснинского муниципального района. 20 марта 2017 года назначен заместителем Губернатора Вологодской области.
26 сентября 2024 года Постановлением Губернатора Вологодской области № 294 наделен полномочиями сенатора Российской Федерации — представителя от исполнительного органа государственной власти Вологодской области.